# 1863 en Lorraine
Chronologie de la Lorraine
- 1859
- 1860
- 1861
- 1862
- 1863
- 1864
- 1865
- 1866
- 1867

Cette page est une liste d'événements qui se sont produits durant l'année 1863 en Lorraine.

## Événements

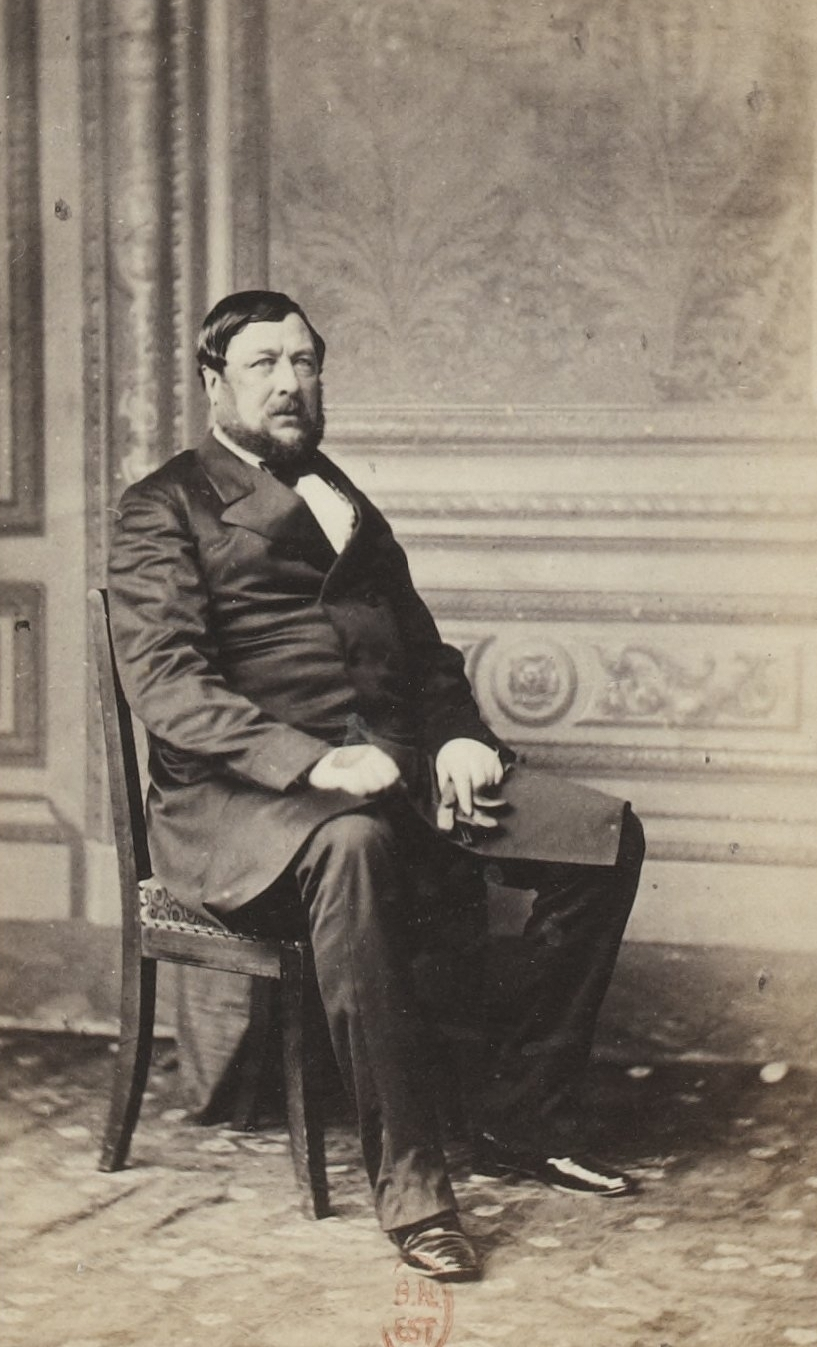
Henri Buquet.

- Découverte du Trou des Celtes, une grotte située sur le territoire de la commune de Pierre-la-Treiche en Meurthe-et-Moselle et nommée ainsi par son père Nicolas[1], par Camille Husson, qui y a trouvé des objets depuis conservés dans les collections du musée de Toul. La même année, il en publie les premiers plans [2]
- Mise en service de la ligne de chemin de fer entre Nancy et Dijon via Épinal[3].
- Début des travaux de la Basilique Saint-Epvre de Nancy. elle sera achevée en 1871[4].

- 1 juin :  élus  député de la Meurthe :  Eugène Chevandier de Valdrome, député jusqu'en 1869 sous l'étiquette de la Majorité dynastique, Antoine Joseph Drouot, Henri Buquet.
- 1 juin :  élus députés de la Meuse : Victor Louis de Benoist, réélu à Montmédy. Ses réélections de 1863 et 1869 se firent à la quasi-unanimité des votants et à la nette majorité des inscrits[5]; Claude Millon, Félix Chadenet
- 1 juin :  sont élus députés de la Moselle au Corps législatif : Pierre-François Hennocque, réélu dans la 1re circonscription de la Moselle, Charles de Wendel démissionne en 1867, remplacé par Stéphen Liégeard, Alexandre de Geiger nommé sénateur en 1868, remplacé par Charles Lejoindre;
- 1 juin :  sont élus députés des Vosges au Corps législatif : Charles de Bourcier de Villers invalidé en 1864, remplacé par  Louis Buffet, Jules Aymé de la Herlière, Louis Félix Dieudonné de Ravinel décédé en 1867, remplacé par Nicolas Géliot.

- 24 septembre : ouverture du tronçon Épinal - Aillevillers[6] de la ligne de chemin de fer de Blainville - Damelevières à Lure terminant ainsi la liaison Vesoul-Nancy.

## Naissances

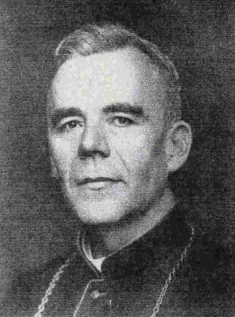
Jean-baptiste pelt

- 31 janvier à Lunéville : Henri Fernand Berr, mort le 19 novembre 1954 à Paris, philosophe français, fondateur de la Revue de Synthèse historique (1900) publiée depuis 1931 sous le titre Revue de synthèse.
- 9 février à Metz : Jean Auguste Étienne dit Auguste Stéphane[7], mort le 12 février 1947 à Publier[8], coureur cycliste français.
- 19 février à Nancy : Émile Grosjean-Maupin, décédé le 17 décembre 1933, connu sous le pseudonyme de Fakulo, professeur français espérantiste.
- 28 février à Vaucouleurs (Meuse) : Alexis-Henri-Marie Lépicier, mort le 20 mai 1936 à Rome, homme d'Église français de la fin du XIXe et du début du XXe siècle, qui fut évêque puis cardinal, et servit, à la fin de sa vie, au sein de la Curie romaine. Il suivit presque toute sa carrière à Rome.
- 6 avril à Bousse : Jean-Baptiste Pelt, mort en 1937, consacré évêque le 29 septembre 1919 par le cardinal Amette, est le 102e évêque de Metz de 1919 à 1937.
- 8 avril à Haucourt-Moulaine : Albert Noël, homme politique français, décédé le 21 avril 1950 à Perpignan (Pyrénées-Orientales).
- 16 avril à Dieuze : Émile Friant[9], mort à Paris le 9 juin 1932[10], est un peintre, graveur et sculpteur naturaliste français.
- 11 juin à Nancy : Gustave Hermite, décédé le 9 novembre 1914, aéronaute et physicien français, pionnier avec Georges Besançon du ballon-sonde. Il était le neveu de Charles Hermite, un des pères de l'analyse mathématique moderne.
- 30 juillet à Ars-sur-Moselle : Ernest Bussière, mort le 22 août 1913 à Nancy[11] sculpteur et céramiste français de l'École de Nancy.
- 16 août à Metz : Gabriel Pierné, mort le 17 juillet 1937 à Ploujean, organiste, pianiste, compositeur et chef d'orchestre français.
- 11 septembre  à Mont-lès-Pange : Gaston Boiteux, mort le 22 septembre 1897 à Grenoble, officier et explorateur français.
- 27 septembre à Commercy : Paul Decker-David, homme politique français, décédé le 21 avril 1918 à Auch (Gers)
- 4 octobre à Nancy : Léopold Wolff, mort à Nancy le 1er novembre 1924, sculpteur ornemaniste français.
- 30 octobre à Nancy : Charles Joseph Dupont, mort le 29 décembre 1935 dans le 6e arrondissement de Paris, général français.
- 3 novembre à Metz : Alfred Perot, mort le 27 novembre 1925[12] à Paris, physicien français, renommé pour ses travaux en optique. Il est notamment le co-inventeur de l'interféromètre de Fabry-Perot avec Charles Fabry.
- 14 novembre à Freyming : Paul Célestin Masson, mort à Marseille le 15 décembre 1938, historien français.
- 23 décembre à Metz : Mayer Lambert, mort à Paris 9e le 30 octobre 1930[13], rabbin et orientaliste français, spécialiste de la langue arabe et de la philologie hébraïque, titulaire de la chaire d'hébreu à l'École pratique des hautes études, où il enseigne également le syriaque, l'araméen et la grammaire comparée des langues sémitiques. Traducteur des œuvres de Saadia Gaon (892-942), il participe à la traduction de la Bible du Rabbinat sous la direction du grand-rabbin Zadoc Kahn.

## Décès
- 16 janvier à Metz : le rabbin Lion Mayer Lambert (1787-1863) , grand-rabbin de Metz de 1850 à son décès en 1863. Il succède au grand-rabbin Aaron Worms.
- 18 avril à Tincry : Claude Lucien Bergery, né le 1er août 1787 à Orléans (Loiret), économiste français du XIXe siècle.